# STS-120

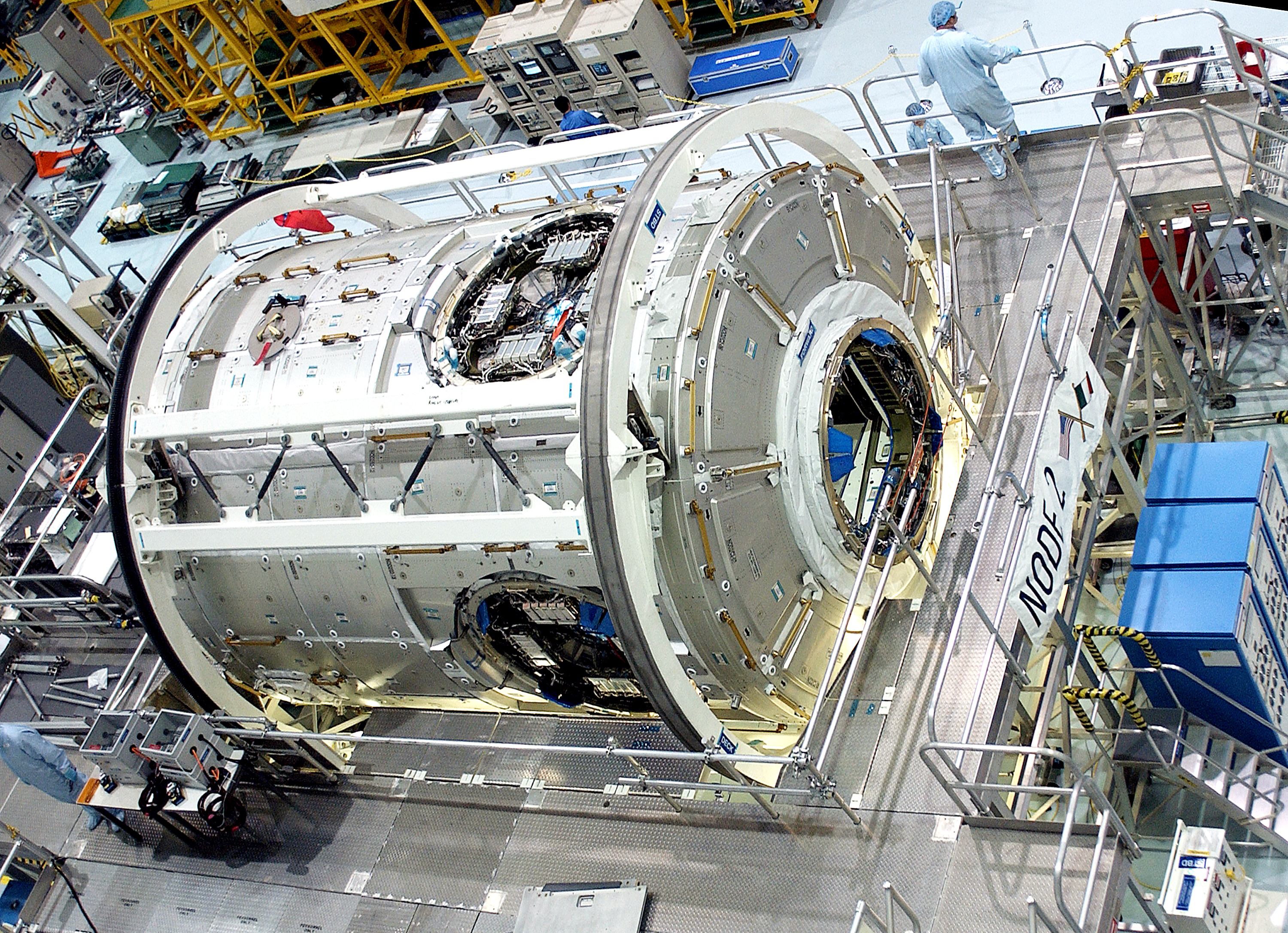
Moduł Node 2 „Harmony”

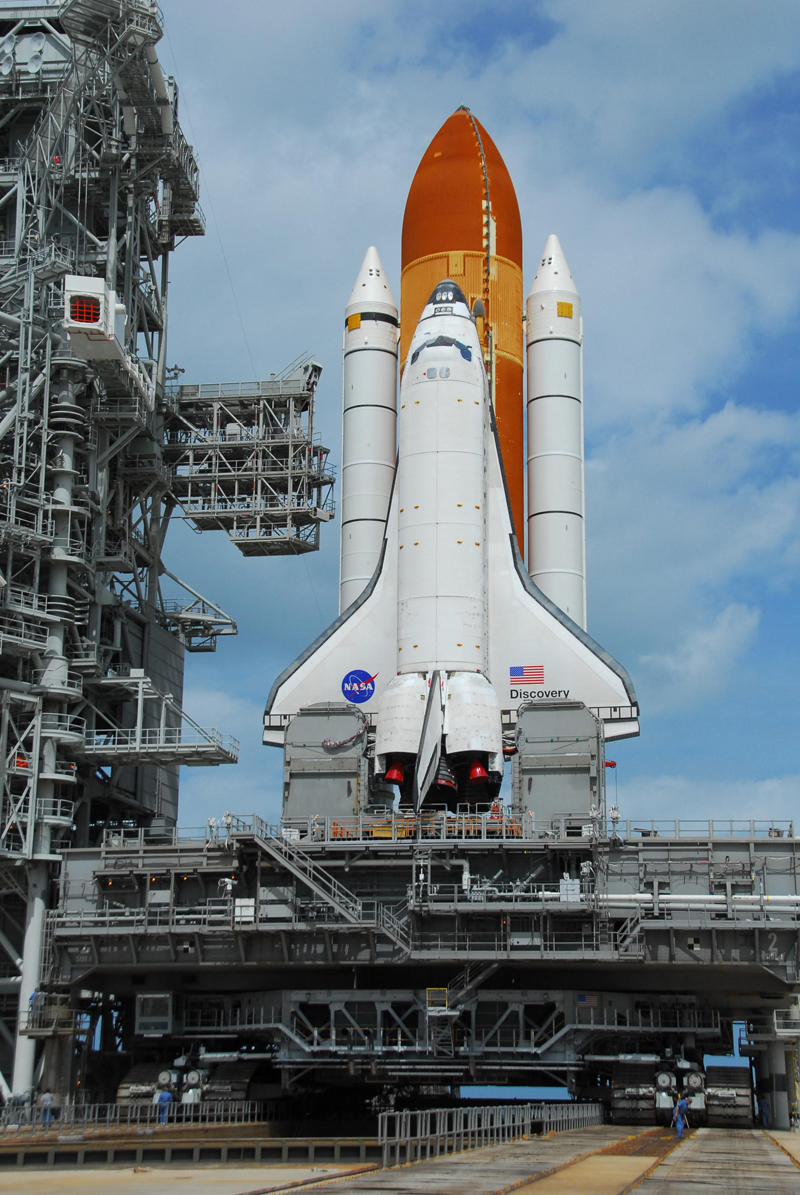
Wahadłowiec Discovery umieszczony na platformie startowej

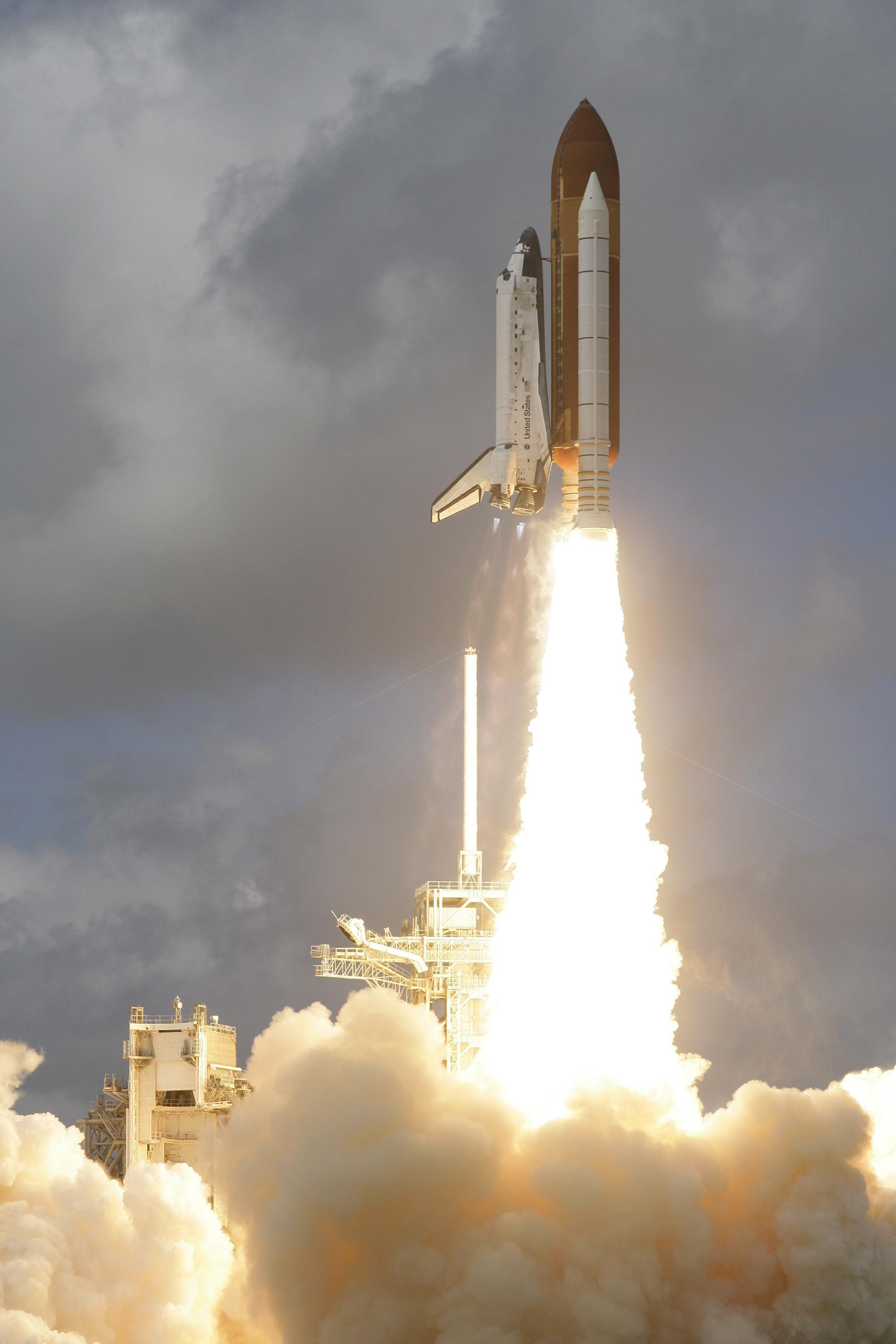
Discovery startuje

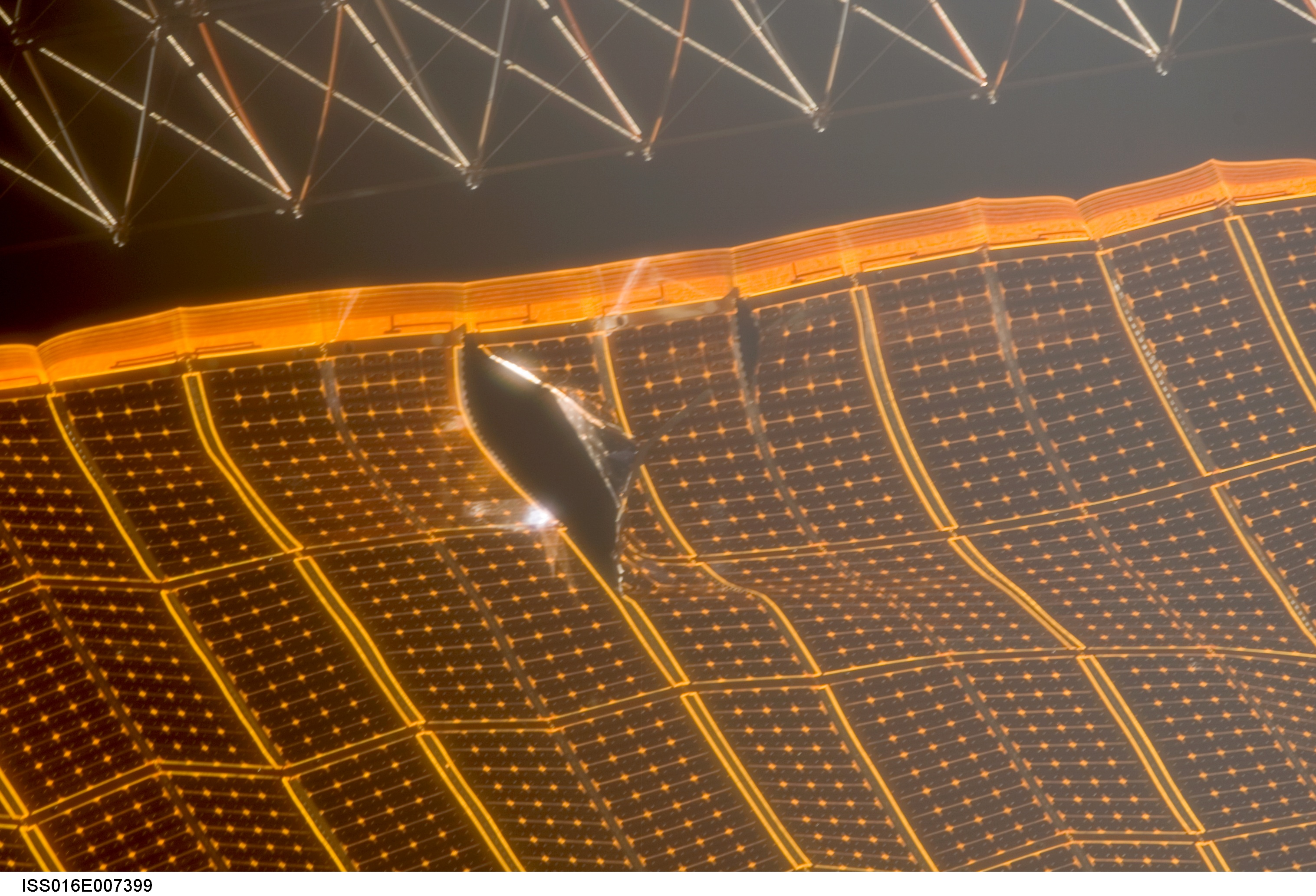
zniszczony fragment paneli słonecznych

STS-120 – misja wahadłowca Discovery, trwająca od 23 października do 7 listopada 2007. Głównym celem lotu było dostarczenie na Międzynarodową Stację Kosmiczną (ISS) modułu-łącznika Harmony oraz przygotowanie (rekonfiguracja) części stacji do przyszłych misji montażowych. Nastąpiła również wymiana członków załogi Ekspedycji 16. Początkowo w tę misję miał polecieć Atlantis, jednak po katastrofie Columbii plan został zmieniony i do lotu został wyznaczony Discovery.
Był to trzydziesty czwarty lot w kosmos promu Discovery i sto dwudziesta misja programu lotów wahadłowców.

## Załoga
źródło
- Pamela A. Melroy (3)*, dowódca
- George D. Zamka (1), pilot
- Stephanie Wilson (2), specjalista misji (**)
- Scott E. Parazynski (5), specjalista misji
- Douglas H. Wheelock (1), specjalista misji
- Paolo A. Nespoli (1), specjalista misji (ESA, Włochy)

(**) do grudnia 2006 w załodze był Michael J. Foreman.

### Przywieziony członekzałogi 16 ISS
- Daniel M. Tani (2), inżynier pokładowy ISS

### Odwieziony na Ziemię członekzałogi 16 ISS
- Clayton Anderson (1), inżynier pokładowy ISS

*(liczba w nawiasie oznacza liczbę lotów odbytych przez każdego z astronautów)

## Przebieg lotu
- 30 września – o godz. 10:47 prom został umieszczony na platformie startowej 39-A.
- 20 października – o godz. 18:00 UTC rozpoczęło się odliczanie przed startem promu.
- 22 października – NASA ustaliła ostatecznie składy załóg: podstawowej i rezerwowej.
- 23 października – o 17:38:19 UTC prom wystartował.
- 25 października – o godz. 12:40 UTC wahadłowiec połączył się z Międzynarodową Stacją Kosmiczną.
- 26 października – EVA-1 (Wheelock, Parazynski), podłączenie modułu Harmony do tymczasowego portu w module Unity. Wyjście w kosmos trwało 6 godzin i 14 minut.
- 28 października – EVA-2 (Parazynski i Tani), przygotowanie segmentu P6 (część systemu baterii słonecznych stacji) do relokacji oraz inspekcja złącza obrotowego SARJ-S3. Astronauci dokonali także kilka drobnych prac wokół modułu Harmony. Astronauci przebywali poza ISS 6 godzin i 33 minuty.
- 30 października – EVA-3 (Parazynski i Wheelock), okablowanie segmentu P6 podłączonego do P5. Rozwijanie paneli P6. Podczas rozwijania astronauci wykryli poważne rozdarcie panelu. Spacer w kosmosie trwał 7 godzin i 8 minut.
- 3 listopada – EVA-4 (Parazynski i Wheelock), skuteczna naprawa uszkodzonego panelu. Astronauci pracowali w otwartym kosmosie 7 godzin i 19 minut.
- 5 listopada – o godz. 10:32 UTC Discovery odłączył się od ISS.
- 7 listopada – krótko po godz. 18:00 UTC wahadłowiec pomyślnie wylądował na bieżni w KSC.

## Parametry misji
źródło
- Masa:
  - startowa orbitera: 129 823 kg
  - ładunku: 17 390 kg
  - lądującego orbitera: 91 578 kg
- Perygeum: 340 km
- Apogeum: 344 km
- Inklinacja: 51,6°
- Okres orbitalny: 90,4 min

### Dokowanie do ISS
- Połączenie z ISS: 25 października o 12:39:57[2]
- Odłączenie od ISS: 5 listopada o 10:32:02[2]
- Łączny czas dokowania: 10 dni 21 godzin 52 minuty i 5 sekund